# Arthur Robert Hinks
Arthur Robert Hinks, CBE, FRS, angleški astronom in geograf, * 26. maj 1873, London, Anglija, † 14. april 1945, Royston, Hertfordshire, Anglija.

## Življenje in delo
Hinks je bil najstarejši sin Roberta in Mary Hinks. Študiral je na Kolidžu Trinity (Trinity College) v Cambridgeu. Leta 1895 je diplomiral in postal pomočnik na Observatoriju Cambridge, ki ga je tedaj vodil sir Ball.
Leta 1899 se je Hinks poročil z Lily Mary, ki mu je rodila dva sinova.
S paralakso asteroida 433 Eros, ki ga je dve leti prej 13. avgusta 1898 v Observatoriju Urania v Københavnu odkril Witt, je leta 1901 izračunal astronomsko enoto. Leta 1902 je v Cambridge prišel raziskovalni asistent Russell, s katerim je Hinks delal na zvezdnih paralaksah s pomočjo fotografije.
Od leta 1903 do 1913 je bil tajnik Kraljeve astronomske družbe (RAS), leta 1913 pa so ga izvolili za podpredsednika. Od leta 1913 do svoje smrti je bil dvajseti profesor astronomije na Kolidžu Gresham v londonskem predelu Holborn.
Leta 1911 je prvi ugotovil, da se kroglaste zvezdne kopice pojavljajo samo na eni strani neba.

## Priznanja

### Nagrade
Leta 1912 je za svoje zelo natančno delo o Sončevi paralaksi prejel zlato medaljo Kraljeve astronomske družbe (RAS) in leta 1913 so ga izbrali za člana Kraljeve družbe.